# Angelo Notari
Angelo Notari (Padova, 14 gennaio 1566 – Londra, dicembre 1663) è stato un compositore italiano.
Specializzatosi a Venezia emigra in Inghilterra .Dal 1610 è al servizio del principe di Galles Enrico erede al trono d'Inghilterra e di Scozia, poi dal 1618 di Re Carlo I.
L'opera più importante del Notari è stato il "Prime Musiche Nuove" pubblicato nel 1613 che contiene monodie, canzonette, e variazioni su uno dei madrigali di Rore. Il libro è importante perché attraverso di esso il Notari introdusse metodi avanzati e la conoscenza dello stile italiano alla corte inglese. Morì a Londra nel 1663 a 97 anni.
Alcune composizioni: Se nasce in Cielo (Prime Musiche Nuove), Ruggiero (per flauti, viola, liuti e tiorba).